# Xochitepec, Zacapoaxtla
Xochitepec är en ort i Mexiko.   Den ligger i kommunen Zacapoaxtla och delstaten Puebla, i den sydöstra delen av landet, 170 km öster om huvudstaden Mexico City. Xochitepec ligger 1 789 meter över havet och antalet invånare är 893.
Terrängen runt Xochitepec är kuperad söderut, men norrut är den bergig. Runt Xochitepec är det ganska tätbefolkat, med 129 invånare per kvadratkilometer. Närmaste större samhälle är Tatoxcac, 5,9 km söder om Xochitepec. Omgivningarna runt Xochitepec är en mosaik av jordbruksmark och naturlig växtlighet.